# Faulquemont
Faulquemont é uma cidade francesa, situada na Região da Mosela no Estado da Lorena (França). Estende-se por uma área de 18,79 km². Em 2010 a comuna tinha 5 317 habitantes (densidade: 283 hab./km²).
- Autoroute A4 Metz - Strasbourg sortie: Boulay ou Saint Avold
- RD 910 Pont-à-Mousson - Sarreguemines
- RD 20 Nancy - Saint Avold
- RD 19 Metz - Faulquemont
- Rd 24 Faulquemont - Grostenquin
- Gare SNCF (Faulquemont)
- Aeroporto Regional Metz-Nancy Lorraine (30min.)]]